# Maribyrnong River
Maribyrnong River är ett vattendrag i Australien. Det ligger i kommunen Maribyrnong och delstaten Victoria, nära delstatshuvudstaden Melbourne.
Runt Maribyrnong River är det i huvudsak tätbebyggt. Genomsnittlig årsnederbörd är 971 millimeter. Den regnigaste månaden är juni, med i genomsnitt 115 mm nederbörd, och den torraste är januari, med 34 mm nederbörd.